# Edmondo di Scozia
Edmondo di Scozia (dopo il 1070 – Montacute, 1100 circa) era figlio quartogenito del re di Scozia Malcolm III e della sua seconda moglie, Santa Margherita di Scozia. È venerato come santo dalla Chiesa cattolica.
Il suo nome può essere trovato in alcuni elenchi dei re di Scozia, ma non esistono prove storiche che abbia ricoperto tale carica.

## Biografia

### Origine ed esilio
Nel novembre 1093, dopo la sconfitta scozzese ad Alnwick e la morte del padre e del principe Edoardo, il figlio più anziano di Margherita e fratello maggiore di Edmondo, lo zio Donalbane salì al trono, probabilmente con la forza. Edmondo e i suoi fratelli minori Edgar, Alessandro e  Davide fuggirono in Inghilterra per raggiungere il loro fratellastro Duncan alla corte di Guglielmo II d'Inghilterra.
L'anno successivo Duncan, con l'approvazione di Guglielmo e l'appoggio della corte d'Inghilterra e dei proprietari terrieri del Lothian, spodestò Donald III e ne prese il posto. Si pensò che Edmondo, che lo seguiva per anzianità, fosse il suo erede designato, ma Duncan fu costretto a rimandare i suoi alleati inglesi in patria da una rivolta gaelica e poco dopo venne ucciso. Donald III riuscì così a riprendere il potere, e a questo punto pare che Edmondo cambiò schieramento.

### Con Donald III
Vi sono ipotesi varie sull'identità degli assassini di Duncan II, ma gli Annali dell'Ulster e Guglielmo di Malmesbury concordano nell'identificare in Donalbane ed Edmondo i mandanti dell'omicidio, il che fa supporre che il primo, privo di eredi, avesse garantito al secondo un appannaggio e la garanzia di succedergli, cosa tutt'altro che certa con Duncan II dato il suo gran numero di fratelli (e pretendenti al trono, che non necessariamente veniva tramandato per anzianità).
Alcune fonti dicono che Donalbane elevò addirittura Edmondo a co-regnante, affidandogli le terre attorno al Firth of Forth e al fiume Clyde. La cosa è però dubbia, perché i principali cronachisti come Orderico Vitale e Guglielmo di Malmesbury non fanno menzione di questo fatto. Specialmente il secondo è molto duro con Edmondo, definendolo "unico figlio degenerato di Margherita" e dicendo che "prese parte ai crimini di suo zio Donald e... Era implicato nella morte di suo fratello.".

### Sconfitta e ritiro
Lo zio materno di Edmondo, Edgar Ætheling, giunse in Scozia nel 1097 con un esercito e spodestò Donald III ed Edmondo. Edgar di Scozia venne proclamato nuovo re, e il fratello Alessandro suo successore.
Mentre Donalbane fu mutilato e gettato in prigione, dove per il 1099 era già morto, Edmondo si fece monaco ritirandosi nel monastero cluniacense di Montacute, nel Somerset, ove morì pochi anni dopo in odore di santità.

## Ascendenza
|                       |                          |                           | Genitori             |  |  | Nonni |  |  | Bisnonni          |  |  | Trisnonni |  |
|                       |                          |                           |                      |  |  |       |  |  | Crinán di Dunkeld |  |  | …         |  |
|                       |                          |                           |                      |  |  |       |  |  | Crinán di Dunkeld |  |  | …         |  |
|                       |                          | …                         |                      |  |  |       |  |  | Crinán di Dunkeld |  |  |           |  |
| Duncan I di Scozia    |                          |                           |                      |  |  |       |  |  | Crinán di Dunkeld |  |  |           |  |
|                       |                          | Bethóc di Scozia          | Malcolm II di Scozia |  |  |       |  |  |                   |  |  |           |  |
|                       |                          | Bethóc di Scozia          | Malcolm II di Scozia |  |  |       |  |  |                   |  |  |           |  |
|                       |                          | Bethóc di Scozia          | …                    |  |  |       |  |  |                   |  |  |           |  |
| Malcolm III di Scozia |                          | Bethóc di Scozia          |                      |  |  |       |  |  |                   |  |  |           |  |
|                       |                          | …                         | …                    |  |  |       |  |  |                   |  |  |           |  |
|                       |                          | …                         | …                    |  |  |       |  |  |                   |  |  |           |  |
|                       |                          | …                         | …                    |  |  |       |  |  |                   |  |  |           |  |
| Suthen                |                          | …                         |                      |  |  |       |  |  |                   |  |  |           |  |
|                       |                          | …                         | …                    |  |  |       |  |  |                   |  |  |           |  |
|                       |                          | …                         | …                    |  |  |       |  |  |                   |  |  |           |  |
|                       |                          | …                         | …                    |  |  |       |  |  |                   |  |  |           |  |
| Edmondo di Scozia     |                          | …                         |                      |  |  |       |  |  |                   |  |  |           |  |
|                       | Edmondo II d'Inghilterra | Etelredo II d'Inghilterra |                      |  |  |       |  |  |                   |  |  |           |  |
|                       | Edmondo II d'Inghilterra | Etelredo II d'Inghilterra |                      |  |  |       |  |  |                   |  |  |           |  |
|                       | Edmondo II d'Inghilterra | Aelfgifu di York          |                      |  |  |       |  |  |                   |  |  |           |  |
| Edoardo l'esiliato    | Edmondo II d'Inghilterra |                           |                      |  |  |       |  |  |                   |  |  |           |  |
|                       |                          | Ealdgyth                  | …                    |  |  |       |  |  |                   |  |  |           |  |
|                       |                          | Ealdgyth                  | …                    |  |  |       |  |  |                   |  |  |           |  |
|                       |                          | Ealdgyth                  | …                    |  |  |       |  |  |                   |  |  |           |  |
| Margherita di Scozia  |                          | Ealdgyth                  |                      |  |  |       |  |  |                   |  |  |           |  |
|                       |                          | …                         | …                    |  |  |       |  |  |                   |  |  |           |  |
|                       |                          | …                         | …                    |  |  |       |  |  |                   |  |  |           |  |
|                       |                          | …                         | …                    |  |  |       |  |  |                   |  |  |           |  |
| Agata di Kiev         |                          | …                         |                      |  |  |       |  |  |                   |  |  |           |  |
|                       |                          | …                         | …                    |  |  |       |  |  |                   |  |  |           |  |
|                       |                          | …                         | …                    |  |  |       |  |  |                   |  |  |           |  |
|                       |                          | …                         | …                    |  |  |       |  |  |                   |  |  |           |  |
|                       |                          | …                         |                      |  |  |       |  |  |                   |  |  |           |  |